# Vila Real (freguesia)
Vila Real (llamada oficialmente  Freguesia de Vila Real) es una freguesia portuguesa del municipio de Vila Real, distrito de Vila Real.

## Historia
La freguesia fue creada con el nombre de União das Freguesias de Vila Real (Nossa Senhora da Conceição, São Pedro e São Dinis) el 28 de enero de 2013 en aplicación de una resolución de la Asamblea de la República de Portugal promulgada el 16 de enero de 2013 con la unión de las freguesias de Nossa Senhora da Conceição, São Dinis y São Pedro, pasando a estar situada su sede en la antigua freguesia de São Dinis. Esta denominación se mantuvo hasta el 8 de junio de 2015 que pasó a llamarse con su actual nombre en aplicación de la Ley n.º 50/2015 que modificaba su denominación.

## Demografía
| Gráfica de evolución demográfica de Vila Real entre 2011 y 2021 |
|                                                                 |
| Datos según el nomenclátor publicado por el INE portugués.      |